# Taramellite
La taramellite è un minerale. Prende il nome dal geologo italiano Torquato Taramelli.

## Origine e giacitura
È localizzabile nei pressi della cava del marmo del Duomo di Milano a Candoglia (nel Verbano-Cusio-Ossola).